# Lil Uzi Vert
Lil Uzi Vert, noto anche come Lil Uzi, pseudonimo di Symere Bysil Woods (Filadelfia, 31 luglio 1995), è un rapper e cantante statunitense.
Ha acquisito riconoscimento grazie al suo singolo di debutto, Money Longer e molti altri mixtape, inclusi Luv Is Rage, Lil Uzi Vs. The World e The Perfect Luv Tape. Ha anche collaborato con vari rapper, noto soprattutto il suo featuring con i Migos Bad and Boujee, che raggiunse la prima posizione nella classifica Billboard Hot 100 e per il singolo XO Tour Llif3. È stato nominato per due Grammy Awards tra cui "Miglior nuovo artista". Il secondo album in studio di Lil Uzi, Eternal Atake, è stato distribuito a partire dal 6 marzo 2020. Il 13 marzo 2020, una settimana dopo l'uscita di Eternal Atake, ha pubblicato un seguito al suo mixtape del 2016 Lil Uzi Vert vs. the World intitolato Lil Uzi Vert vs. the World 2, che funge anche da seconda metà dell'ultimo album.

## Biografia
Symere Woods è nato 31 luglio 1995, a Philadelphia nel quartiere di Francisville. È cresciuto ascoltando Mike Jones e Ying Yang Twins; l'album di debutto di Jones è stato il primo album che ha acquistato. Woods in seguito iniziò ad ascoltare Wiz Khalifa e Meek Mill, che influenzarono il suo stile futuro. Successivamente cominciò anche a seguire Marilyn Manson, Paramore, Smash Mouth, The Rocket Summer e My Chemical Romance quando aveva 12 anni, di Marilyn Manson ha definito Mechanical Animals il suo album preferito.
Woods ha iniziato a rappare nel 2010, a 15 anni, dopo aver ascoltato un ragazzo della sua scuola, William Aston, fare freestyle su una base di Chris Brown e diventare noto nella loro scuola. Egli, insieme a Woods e un altro amico crearono un gruppo rap nello stesso anno, Steaktown, che si sciolse 2 anni dopo.
Woods abbandonò la scuola e presto iniziò a lavorare in un negozio Bottom Dollar, ma lasciò il lavoro dopo quattro giorni e fu cacciato da casa da sua madre. La situazione portò Woods a farsi tatuare il primo tatuaggio sul viso, la parola "Faith" sotto l'attaccatura dei capelli, che lo spinse a prendere sul serio la sua carriera nel rap.

### 2013-2016: Gli inizi e i primi successi

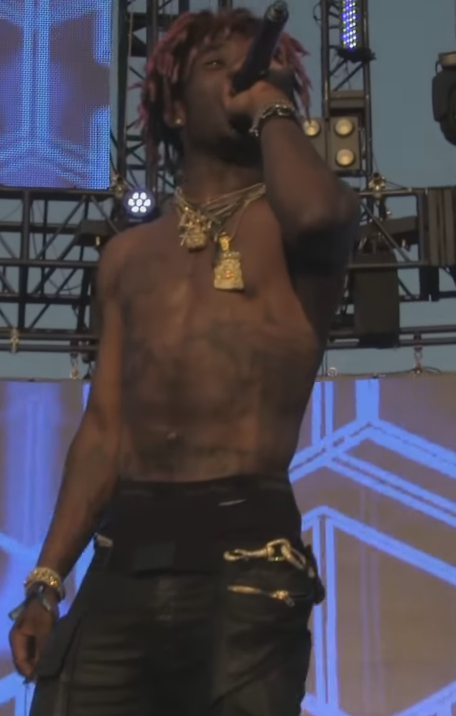
Lil Uzi Vert al festival musicale Hard nel 2016

Nel 2013 Lil Uzi Vert pubblica i primi singoli, seguiti poi dal primo EP Purple Thoughtz il 19 gennaio 2014, che attirò le attenzioni della ASAP Mob e del produttore musicale Don Cannon, dopo aver ascoltato una delle sue canzoni suonate in radio da DJ Diamond Kuts. Il rapper firma così per l'etichetta di Don Cannon, The Academy, e continua a far uscire altri singoli a cui seguono il primo mixtape, The Real Uzi, il 5 agosto dello stesso anno. Dopo l'uscita del mixtape il rapper firma un contratto con l'etichetta discografica di Don Cannon e Leighton Morrison, Generation Now, e Atlantic Records, tramite DJ Drama.
Fu però il 2015 l'anno dell'ascesa, acquisendo notorietà prima a gennaio, nel singolo del produttore musicale Carnage, WDYW, con ASAP Ferg e Rich The Kid, poi partecipando al "Boys of Zummer Tour" dei Fall Out Boy e Wiz Khalifa ad agosto e poi pubblicando il secondo mixtape, Luv Is Rage, il 18 dicembre dello stesso anno, con produzioni di Don Cannon, FKI, Sonny Digital, TM88, DP Beats, Maaly Raw e la presenza di Wiz Khalifa e Young Thug; esso è stato accolto positivamente dalla critica ed è apparso su numerose riviste musicali come The Fader, XXL e Vibe. Il rapper, inoltre, è stato definito "artista emergente del 2015" da HotNewHipHop.
Nel gennaio 2016 Lil Uzi Vert è apparso in un concerto della A$AP Mob, a New York, per onorare il defunto ASAP Yams. A febbraio ha pubblicato il singolo Money Longer su SoundCloud, dopo un debutto radiofonico su Shade 45, questa traccia portò il rapper a farsi conoscere nella scena Hip-Hop nazionale.
Il 15 aprile 2016 Lil Uzi Vert pubblica il suo terzo mixtape Lil Uzi Vert vs. the World con la produzione di Don Cannon, Metro Boomin, WondaGurl, M-TRAX, Smatt Sertified e altri, con copertina disegnata da Fvrris. Il mixtape ha debuttato al numero 37 della classifica Billboard 200, diventando il primo ingresso del rapper in classifica, ed ha trascorso 55 settimane in classifica, infine venendo certificato disco d'oro. Nel maggio 2016 Lil Uzi Vert e Kodak Black hanno intrapreso un tour congiunto, il "Parental Advisory tour". Il 13 giugno 2016 è nominato come uno dei dieci XXL Freshmen del 2016, e, cavalcando l'onda della fama a seguito di questo evento, il rapper ha pubblicato il video di Money Longer, che ha debuttato sulla Billboard Hot 100 la settimana successiva come primo ingresso in classifica del rapper, in posizione 92 e successivamente in posizione 54 e venendo certificata due volte disco di platino. Il 31 luglio 2016 il rapper pubblica il suo quarto mixtape, The Perfect LUV Tape, che comprende i singoli Seven Million, con Future, e Erase Your Social, entrambi finiti nella Billboard Hot 100. Il mixtape ha debuttato al numero 55 della classifica degli album Billboard 200 ed è stato certificato oro. Nell'ottobre 2016 Lil Uzi Vert è stato annunciato come artista aggiuntivo dello Starboy: Legend of the Fall Tour del cantante canadese The Weeknd. Il rapper ha inoltre annunciato un mixtape in collaborazione con Gucci Mane, che è stato rilasciato su SoundCloud il 23 novembre 2016, 1017 vs. The World.

### 2017: La fama

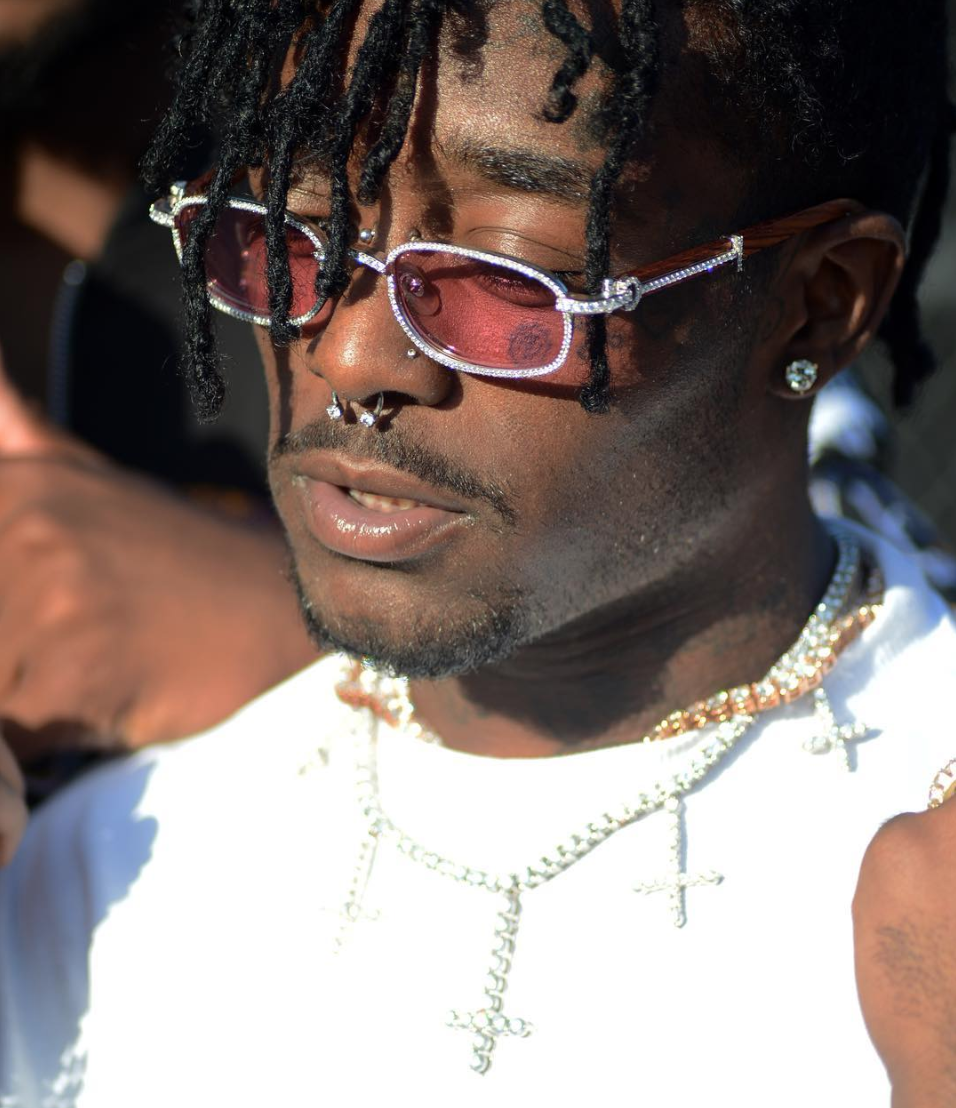
Lil Uzi Vert al Day N Night Festival nel 2017

Il 28 ottobre 2016 Lil Uzi Vert è apparso nel singolo dei Migos Bad and Boujee, estratto dal secondo album in studio del trio, Culture. Nel gennaio 2017, dopo la pubblicazione dell'album, il singolo ha raggiunto la vetta della Billboard Hot 100, diventando il primo singolo in prima posizione del rapper come artista principale o in primo piano. Il 27 febbraio Lil Uzi Vert ha pubblicato l'EP Luv Is Rage 1.5, mentre era in tour con The Weeknd, esso è stato accolto positivamente per le sue tematiche "nerd", con brani strumentali a tema Kingdom Hearts e testi riferiti ad anime, Steven Universe e hentai. L'EP è stato anche accreditato come l'inizio dell'etichettatura di Lil Uzi Vert come emo rapper a causa dei testi associati alle delusione amorose, come nella canzone "Luv Scars Ko 1600", e i riferimenti a depressione e minacce di suicidio nel brano di spicco XO Tour Llif3. La notevole popolarità di questo pezzo su SoundCloud ha portato il rapper a suonarlo dal vivo durante le tappe europee del tour di The Weeknd, e la settimana successiva la canzone è stata aggiunta ai servizi di streaming e pubblicata come singolo ufficiale. Il 4 aprile Xo Tour Llif3 ha debuttato nella Billboard Hot 100 in posizione 49 per poi raggiungere la posizione 7, diventando la canzone con le classifiche più alte e la canzone più importante del rapper, essendo stara certificata 6 volte platino ad agosto 2018. A marzo il rapper ha collaborato con Travis Scott e Quavo dei Migos, nel brano Go Off per la colonna sonora del film Fast & Furious 8. Nel frattempo Luv Is Rage 2 è stato nuovamente posticipato il 2 aprile, con il rapper che incolpava DJ Drama, mentre il 9 aprile Don Cannon ha confermato che il progetto non sarebbe stato pubblicato "a breve" e ha confermato che XO Tour Llif3 sarebbe stata nell'album. Il 7 aprile Lil Uzi Vert è apparso nel singolo Woke Up like This del rapper e amico Playboi Carti, tratto dal mixtape commerciale di debutto di quest'ultimo, Playboi Carti. Il singolo è stato eseguito dalla coppia al Festival di Coachella del 2017. All'inizio di agosto la personalità dei media hip-hop, DJ Akademiks ha affermato che l'album di debutto di Lil Uzi Vert sarebbe uscito entro 30 giorni, infatti il 24 agosto esso è stato annunciato per un rilascio a sorpresa a mezzanotte, e il 25 agosto 2017 Lil Uzi Vert ha pubblicato l'album di debutto in studio, Luv Is Rage 2. L'album ha debuttato alla prima posizione della classifica degli album di Billboard 200, con 135.000 unità vendute ed è stato certificato disco di platino, l'album ha anche portato dieci singoli nella classifica Billboard Hot 100, tra i quali, The Way Life Goes, con Oh Wonder, e Sauce It Up che. Inoltre durante il set del cantante britannico Ed Sheeran agli MTV Video Music Awards, quest'ultimo e Lil Uzi Vert hanno eseguito un medley di XO Tour Llif3 e il singolo di Sheeran in cima alle classifiche, Shape of You. A settembre il rapper ha anticipato un possibile progetto sequel di Lil Uzi Vert vs. the World, forse intitolato Lil Uzi Vert vs. The World 2 e anche un progetto in collaborazione con Playboi Carti intitolato 16*29. Inoltre ad ottobre fu annunciato un tour congiunto con Playboi Carti chiamato "16*29 tour" promuovendo ulteriormente la possibilità di un progetto in collaborazione, tuttavia, il tour è stato cancellato poco dopo perché il rapper ha affermato che avevano entrambi bisogno di "concentrarsi". Sempre ad ottobre Lil Uzi Vert è stato l'headliner della celebrazione musicale annuale "Powerhouse" di Power 105.1, insieme a The Weeknd, Migos e Cardi B, al Barclays Center di Brooklyn, New York. Il 4 dicembre il video musicale di The Way Life Goes è stato pubblicato con un remix, con la rapper trinidadiana-americana Nicki Minaj. La canzone ha successivamente raggiunto la posizione 24 nella Billboard Hot 100, ed è stata eseguita dal rapper al The Late Show di Stephen Colbert il 6 febbraio 2018.

### 2018-2020: Il secondo album e la collaborazione con Future
Nel gennaio 2018 Lil Uzi Vert ha annunciato di aver completato un mixtape con il produttore discografico Wheezy. Il 3 maggio 2018 il rapper ha collaborato insieme a Kanye West nel singolo di Travis Scott, Watch, che ha debuttato alla posizione 16 della Billboard Hot 100. Nel maggio 2018 Don Cannon ha confermato che un nuovo progetto Uzi sarebbe uscito nel 2018 e le speculazioni sono aumentate nel luglio 2018 quando il rapper ha twittato le parole "Eternal Atake", secondo album in studio, bloccando il tweet e annunciando che sarebbe "arrivato presto" e poi alla fine del mese condividendo la copertina allora scelta per il progetto. La copertina allora scelta per l'album fa riferimento al logo del culto Heavens Gate, ed i due membri sopravvissuti al culto hanno suggerito che potrebbero essere intraprese azioni legali contro il rapper per aver copiato lo stile del logo. L'allora pensato singolo principale dell'album, New Patek, è stato rilasciato il 18 settembre 2018.
Il 29 marzo 2019 in collaborazione con la casa discografica di Jay Z, Roc Nation, pubblica su YouTube il singolo Free Uzi, tornando quindi sulla scena Hip-Hop. Nell'aprile 2019 a seguito di problemi con l'etichetta Generation Now, è stato annunciato che il rapper aveva firmato un contratto con Roc Nation. Nell'aprile 2019 sono stati pubblicati due nuovi singoli promozionali, intitolati Sanguine Paradise e That's a Rack, originariamente pensati per essere parte dell'attesissimo album in studio. Il 13 dicembre 2019 Lil Uzi Vert ha pubblicato un nuovo singolo intitolato Futsal Shuffle 2020, primo singolo estratto dell'album, seguito da un altro singolo, That Way, il 1 marzo 2020.
Il secondo album in studio Eternal Atake è stato rilasciato il 6 marzo 2020, con un'unica apparizione del cantante americano Syd, ed ha debuttato in cima alla Billboard 200. Nelle produzioni troviamo tra i tanti nomi Wheezy, TM88, i Working on Dying, Supah Mario, Oogie Mane, Felipe S e soprattutto Chief Keef nelle vesti di producer per Chrome Heart Tags. I tre singolo usciti precedentemente non sono apparsi nell'album. Il 12 marzo 2020 Lil Uzi Vert ha anticipato che la versione deluxe di Eternal Atake, che funge da sequel del mixtape Lil Uzi Vert vs. the World, intitolato Lil Uzi Vert vs. the World 2, sarebbero stati rilasciati il giorno seguente. L'edizione deluxe sarebbe stata composta da 14 nuovi brani, con apparizioni di Chief Keef, 21 Savage, Future, Young Thug, Gunna, Lil Durk, Young Nudy e Nav. L'album ha mantenuto la posizione numero 1 con 400 milioni di stream all'inizio del 2020, durante la pandemia di COVID-19. Segnando il più grande numero di streaming per un album dal 2018, quando Tha Carter V, di Lil Wayne, ha ottenuto 433 milioni di stream. Il 24 aprile 2020, Lil Uzi Vert ha pubblicato un nuovo singolo intitolato Sasuke, il primo dall'uscita della versione deluxe di Eternal Atake. Il 21 luglio 2020 Lil Uzi e Future hanno accennato a un imminente progetto congiunto intitolato Pluto x Baby Pluto sui loro social media, i due in seguito pubblicano due nuovi singoli il 31 luglio, Patek e Over Your Head. Pluto x Baby Pluto è stato rilasciato il 13 novembre 2020 e ha raggiunto la posizione due della Billboard 200. Una versione deluxe contenente i due singoli precedentemente pubblicati e 6 nuove tracce è stata rilasciata 4 giorni dopo, il 17 novembre.

### 2021-presente:Pink Tape,Barter 16,Luv Is Rage 3zeEternal Atake 2
Alla fine del 2020 Lil Uzi Vert ha iniziato a promuovere nuovi singoli in live su Instagram, simili ai famosi pezzi di inizio carriera. Successivamente il rapper ha annunciato un progetto imminente intitolato Forever Young, così come un seguito a Luv Is Rage 2 e un progetto che sarà rilasciato esclusivamente su SoundCloud. Il 29 ottobre 2021 Lil Uzi Vert ha pubblicato il singolo Demon High, il primo singolo del nuovo e atteso album The Pink Tape.
Nell'aprile 2022 Lil Uzi Vert ha avuto due apparizioni come ospite nell'edizione deluxe del rapper americano Yeat 2 Alivë, nelle canzoni Big Tonka e 3G. Il 12 luglio il rapper ha annunciato un EP intitolato Red & White, progettato per essere pubblicato prima dell'album. L'EP è stato rilasciato dieci giorni dopo, con il rilascio di una serie di brani molto attesi esclusivamente su SoundCloud, in vista della sua uscita. A settembre ha collaborato nuovamente con Yeat, apparendo come artista in primo piano nell'EP Lyfë, presentando il brano di apertura Flawless. Ad ottobre il rapper ha pubblicato il singolo Just Wanna Rock, diventato virale sull'app TikTok, raggiungendo la posizione numero 21 nella Billboard Hot 100, divenendo il singolo più in alto nelle classifiche dal lancio di Eternal Atake.
Il 30 giugno 2023 esce ufficialmente l'album Pink Tape. Le canzoni Pluto to Mars, Aye, e I Gotta vengono per la prima volta rivelate, in una diretta su Instagram di due ore, dal rapper a dicembre del 2020. Uzi annuncia il titolo in un post su Instagram del 16 luglio 2021, esso potrebbe essere un riferimento al diamante rosa da 24 milioni di dollari incastonata nella fronte del cantante. Il 26 giugno 2023 è stata rivelata anche la copertina dell’album e simultaneamente rilasciato il trailer diretto da Gibson Hazard che, in quattro minuti, ci ha mostrato Lil Uzi Vert mentre tentava di recuperare il diamante rosa che si era impiantato sulla fronte nel 2021 e che aveva fatto il giro di tutto il mondo. L'album comprende collaborazioni con Travis Scott, Nicki Minaj, Don Toliver, Bring Me The Horizon e Babymetal. Qualche gorno dopo l'uscita di Pink Tape, Uzi annuncia su una storia di Instagram che se l'album arriva prima nella classifica, pubblicherà un nuovo album. Poco dopo questa storia, conferma che l'album sarà Luv Is Rage 3 e, poi, annuncia che sarebbe uscito Barter 16, un mixtape ispirato a Barter 6 e dedicato a Young Thug. Il mixtape è stato prodotto esecutivamente da London on da Track.
Nell'ottobre 2024 il rapper annuncia l'imminente uscita di un nuovo progetto. Il 1º novembre successivo viene pubblicato Eternal Atake 2, il suo quinto album in studio, contenente la sola collaborazione dei Big Time Rush. La copertina dell'album ha destato molte polemiche tra i membri dell'Heaven's Gate, una setta ufologica che ha criticato non solo l'artwork dell'album ma anche i due trailer che lo hanno preceduto, contenenti la copia dell'impianto ideologico della setta.

## Stile e influenze
La rivista Complex ha ritenuto Uzi "uno di quei nomi a cui prestare attenzione nel 2016" e Spin ha scritto "il ventiduenne ha consolidato il suo posto come uno da guardare … [con] il suo caratteristico modo veloce di rappare"; Noisey lo ritiene "particolarmente carismatico", un "intrattenitore naturale".
Lo stile rap di Uzi è stato paragonato al rock, anche se etichettato spesso con il termine emo rap. È, però, stato descritto come rapper Lo-Fi.
In un'intervista a Complex, Lil Uzi Vert ha dichiarato che le sue influenze sono Yung Lean, Bladee, ASAP Rocky, Pharrell Williams, Kanye West, Young Thug, Wiz Khalifa, Lil Wayne e Ying Yang Twins, Marilyn Manson. Quest'ultimo definito dal rapper come la sua più grande ispirazione.
Il rapper ascolta il genere Kpop e il suo gruppo preferito sono le GFriend.
Ha dichiarato di essere anche un fan della band Paramore, citando in particolare la frontwoman Hayley Williams come un'artista che ha avuto una grossa influenza in lui.

## Vita privata

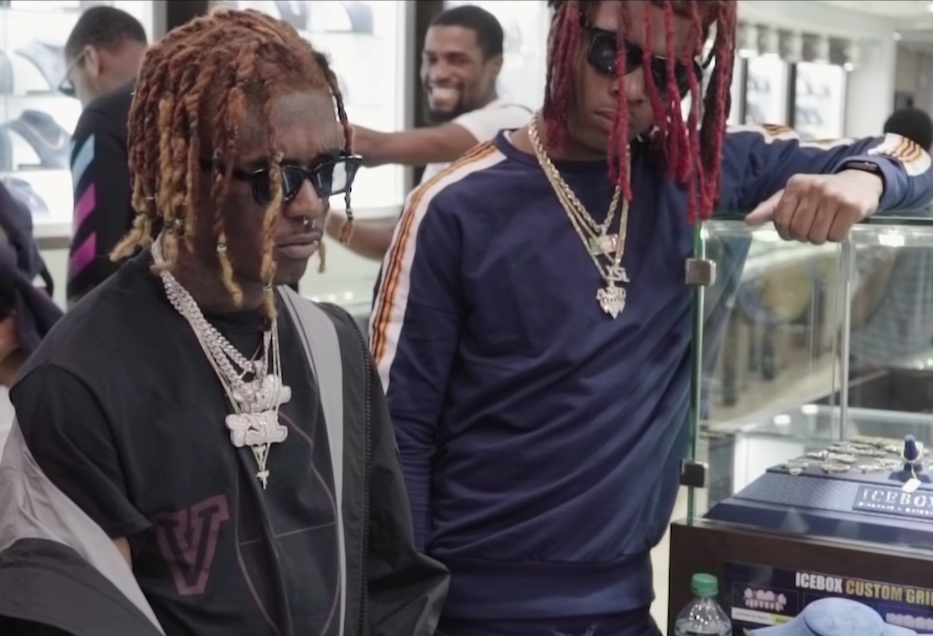
Lil Keed e Lil Uzi Vert nel 2019

Woods ha frequentato la stilista Brittany Byrd dal 2014 al 2016. Brittany è una figura popolare tra i fan di Woods, ha frequentato la Parsons School of Design dopo essersi trasferita dalla California quando ha incontrato Woods. Woods ha prima fatto riferimento a Brittany nella canzone Nuyork Nights at 21 contenuta nel mixtape Luv Is Rage e da allora ha realizzato più canzoni riguardanti la designer ed è anche apparsa nel video musicale Money Longer . Il 26 giugno 2016 si sono lasciati e Woods ha dato la notizia con una canzone intitolata Stole Your Luv. Dopo la rottura, Woods parlerà di lei nella traccia certificata disco di diamante XO Tour Llife e nella traccia certificata 4 dischi di platino 20 min.
Dopo la morte del cantante Lil Peep, Woods annunciò che stava smettendo di drogarsi.
Dopo la morte dell'amico XXXTentacion, Woods ha chiesto aiuto sui social media ad altri rapper per realizzare una fondazione contro la violenza armata e per aiutare a mantenere la famiglia di XXXTentacion e il suo futuro bambino.
Il 17 luglio 2022 ha modificato i suoi pronomi in they/them sulla piattaforma Instagram. Nel 2023 ha infine affermato di identificarsi come non conforme a nessun genere.

## Controversie
Woods è stato accusato di essere un satanista, originariamente dal rapper Daylyt che sosteneva che Woods adorasse Satana. Woods ha detto di essere ispirato dall'adorazione di Marilyn Manson che ha su Satana. Nel luglio del 2018, Woods disse a una folla di fan che stavano "andando al diavolo" con lui.
Nell'agosto 2017, Woods ha creato polemiche dopo che ha aggiunto immagini sataniche ai suoi account e dicendo frasi spesso associate al satanismo come " 666 ".

### L'arresto ad Atlanta
L'8 dicembre 2016, Woods è stato arrestato ad Atlanta, in Georgia, per guida spericolata su una moto in una strada pubblica. Woods e un amico stavano guidando una moto senza luci e caschi di sicurezza prima di essere notati dalla polizia. Mentre la polizia li stava inseguendo, Woods cadde dalla sua moto e tentò di scappare a piedi prima di essere catturato e arrestato, per poi essere rilasciato sotto cauzione di 6500 $. Nel novembre 2017, l'accusa fu infine risolta con Woods che faceva del servizio alla comunità.

## Discografia

### Album in studio
- 2017 – Luv Is Rage 2
- 2020 – Eternal Atake
- 2020 – Pluto x Baby Pluto (con Future)
- 2023 – Pink Tape
- 2024 – Eternal Atake 2

## Riconoscimenti
| Anno | Premio                   | Nomina         | Risultato       |
| ---- | ------------------------ | -------------- | --------------- |
| 2017 | Billboard Music Awards   | Se stesso      | Candidato/a     |
| 2017 | Billboard Music Awards   | Bad and Boujee | Candidato/a     |
| 2017 | Billboard Music Awards   | Bad and Boujee | Candidato/a     |
| 2017 | MTV Video Music Awards   | Bad and Boujee | Candidato/a     |
| 2017 | MTV Video Music Awards   | XO Tour Llif3  | Vincitore/trice |
| 2018 | Grammy Awards            | Se stesso      | Candidato/a     |
| 2018 | Grammy Awards            | Bad and Boujee | Candidato/a     |
| 2018 | iHeartRadio Music Awards | Bad and Boujee | Candidato/a     |
| 2018 | iHeartRadio Music Awards | Se stesso      | Candidato/a     |